# گروسواراسدورف
گروسواراسدورف (به آلمانی: Großwarasdorf) یک منطقهٔ مسکونی در اتریش است که در ناحیه اوبرپولندورف واقع شده‌است. گروسواراسدورف ۱٬۵۱۴ نفر جمعیت دارد.